# Берлінський міжнародний кінофестиваль 1951
1-й Берлінський міжнародний кінофестиваль пройшов з 6 по 18 червня 1951 року в Берліні.
1950 року булу створено комітет з підготовки першого кінофестивалю. Засновниками фестивалю стали союзні країни в Другій світовій війні — США, Велика Британія та Франція, під управлінням яких після війни перебував Західний Берлін.
На відкритті фестивалю 6 червня грав Берлінський філармонічний оркестр.
Журі кінофестивалю складалося з німецьких діячів культури.
У фестивальній програмі Берлінського кінофестивалю 1951 року були представлені фільми тільки капіталістичних країн.

## Конкурсні фільми
- У долині бобра — режисер Джеймс Алгар
- Begone Dull Care — режисер Норман Макларен, Евелін Ламбарт
- Blick ins Paradies — режисер Hans Fischerkoesen
- Bosch
- Попелюшка — режисер Вілфрід Джексон
- Der Film entdeckte Kunstwerke indianischer Vorzeit режисер Hans Cürlis
- Der gelbe Dom режисер Ежен Шумахер
- Місце призначення — Місяць режисер Ірвін Пічел
- Dieu a besoin des hommes режисер Жан Делануа
- Die Vier im Jeep режисер Леопольд Ліндберг
- Dr. Holl режисер Rolf Hansen
- Goya режисер Luciano Emmer
- Het gala-Concert
- Il Cammino della speranza режисер П'єтро Джермі
- Заборонений Христос режисер Курціо Малапарте
- Правосуддя відбулося — режисер Андре Каятт
- Kleine Nachtgespenster режисер Ежен Шумахер
- Leva på 'Hoppet' режисер Göran Gentele
- Адреса невідома — режисер Жан-Поль Ле Шануа
- Казки Гофмана режисер Майкл Пауелл, Емерик Прессбургер
- The Browning Version режисер Ентоні Асквіт
- Шлюбний сезон режисер Мітчелл Лейзен
- The Story of Time режисер Michael Stainer-Hutchins
- The Undefeated режисер Paul Dickson

## Нагороди
Головний приз фестивалю — «Золотий ведмідь» отримали п'ять фільмів: документальний фільм «Beaver Valley» (режисер Джеймс Алгар, США), анімаційний фільм «Попелюшка» (Walt Disney Pictures, США), детектив «Правосуддя відбулося» режисер Андре Каятт, Франція), комедія «Адреса невідома» (режисер Жан-Поль Ле Шануа, Франція), драма «Четверо в джипі» (режисер Леопольд Ліндберг, Швейцарія).